# 劉天駟
劉天駟（？—1646年11月9日（隆武二年十月丙子）），字季騧，南昌府新建縣人，南明軍事人物。

## 生平
劉天駟是崇禎十三年（1640年）的武進士第一，得呂大器、袁繼咸先後推薦，其時袁州天井窩盜郭雲鳳作亂，他帶兵平定。北京被大順軍隊攻陷，劉天駟與楊廷麟舉兵行事，獲授中軍，跟隨李永茂在贛州守衛。隆武帝繼位，命他負責前軍都督府事務，守龍泉黃土關，轉到螺水作戰，陞任太子少保、右軍都督同知、左都督總兵。
隆武二年（1646年），吉安失陷，劉天駟命令之前招撫的賴恩、羅榮等二十萬人號召進賢內居民社支援，又命姪子贊畫劉尚乾與職方主事黃尚賓、王基固，副總兵李源符等人分別到湖廣及廣東乞師，而他自己則進入忠誠。之前，他的族人劉靖、劉天柱、劉良瑚、劉良讜謀圖恢復瑞州失敗不克，此時也來共同登城力守；守備楊應龍則戰死。劉尚乾召來的張先壁、劉丞胤軍隊尚未來到，忠誠就已經失陷，他和家丁在城內巷戰，落水殉職。劉天駟斬殺清朝士兵數十人，被部下脅持到南昌府，拒絕誘降，與副總兵汪起隆戰死。永曆年間追諡忠烈。